# Валові розрахунки в реальному часі
Вáлові розрахýнки в реáльному чáсі (англ. RTGS, Real-Time Gross Settlement) — система розрахунків на валовій основі в режимі реального часу. Валові розрахунки передбачають виконання кожного платежу в індивідуальному порядку, без використання нетто схем, які використовують різницю між вхідними і вихідними грошовими потоками.
Системи RTGS країн-учасниць єврозони при здійсненні класичної процедури розрахунків на валовій основі використовують ТАРГЕТ.